# 1978년 텔레비전 애니메이션 목록
다음은 1978년에 방송된 텔레비전 애니메이션이다.

## 일본
| 제목                             | 화수 | 방송 기간 | 채널        | 비고 |
| -------------------------------- | ---- | --------- | ----------- | ---- |
| 페리누 이야기                    |      | 1978년    | 후지TV      |      |
| 멋진 세계여행 공룡왕국의 흥망    |      | 1978년    | 니혼TV      |      |
| 꼬마마녀 지쿠루                  |      | 1978년    | 아사히TV    |      |
| 우주해적 캡틴 하록               |      | 1978년    | 아사히TV    |      |
| 투장 다이모스                    |      | 1978년    | 아사히TV    |      |
| SF서유기 스타징가                |      | 1978년    | 후지TV      |      |
| 미래소년 코난                    |      | 1978년    | NHK         |      |
| 잇큐상                           |      | 1978년    | 후지TV      |      |
| 만화 처음이야기                  |      | 1978년    | TBS         |      |
| 야구광의 시                      |      | 1978년    | 후지TV      |      |
| 현대여성이 지나간다              |      | 1978년    | 일본방송NET |      |
| 무적강인 타이탄3                 |      | 1978년    | 나고야TV    |      |
| 별의 왕자님 푸치 프란스          |      | 1978년    | 아사히TV    |      |
| 우주마신 다이켄고                |      | 1978년    | 아사히TV    |      |
| 백만년 지구 여행 반다 북         |      | 1978년    | 니혼TV      |      |
| 은하철도 999                     |      | 1978년    | 후지TV      |      |
| 대설산의 왕자 아왕               |      | 1978년    | 후지TV      |      |
| 과학닌자대 갓차맨 2              |      | 1978년    | 후지TV      |      |
| 만화 어린이문고                  |      | 1978년    | TBS         |      |
| 보물섬                           |      | 1978년    | 니혼TV      |      |
| 우주전함 야마토 2                |      | 1978년    | 요미우리TV  |      |
| 신 에이스를 노려라!              |      | 1978년    | 니혼TV      |      |
| 핑크 레이디 이야기 영광의 천사들 |      | 1978년    | 도쿄12채널  |      |
| 캡틴 퓨처                        |      | 1978년    | NHK         |      |
| 마을 제일의 구두쇠               |      | 1978년    | 아사히TV    |      |

## 참고 문헌
- 야마구치 야스오 (2005). 《일본 애니메이션 역사》. 미술문화. 222쪽.